# Polagan (Sampang)
Polagan is een bestuurslaag in het regentschap Sampang van de provincie Oost-Java, Indonesië. Polagan telt 4748 inwoners (volkstelling 2010).